# О вавилонском пленении церкви
О вавилонском пленении церкви (лат. De captivitate Babylonica ecclesiae praeludium) — сочинение Мартина Лютера, написанное в октябре 1520 года.

## Содержание
Лютер критикует семь таинств Католической церкви (догматизированы в 1274 году), оставляя только три: Крещение, Исповедь и Причастие.
Прежде всего должен я отвергнуть само число таинств — семь, и в нынешних условиях поставить [на их место] только три: Крещение, Покаяние, Преломление хлеба.
Хотя при этом он оговаривается, что исповедь — не настоящее таинство, поскольку оно есть возобновление крещения.
Таинствами в узком смысле слова можно назвать только те обещания, которые связаны со знамениями. Остальные обещания, не связанные со знамениями, являются простыми обещаниями. Отсюда следует, что если мы будем точно придерживаться значения слов, то в Церкви Божией есть только два таинства — Крещение и Преломление хлеба, так как только в них мы находим и обещание прощения грехов, и только о них свидетельствуют Божественные знамения.
Три пленения
- Причащение мирян под одним видом (догматически закреплена в католицизме в 1415 году)
- Пресуществление, доктрина которого была введена в 1215 (Четвёртый Латеранский собор)
- Истолкование мессы как доброго дела

Ниспровержение с престола четырёх неистинных таинств
- Миропомазание
- Брак
- Рукоположение
- Елеосвящение